# Лас-Енкартасьйонес
Лас-Енкартасьйонес (ісп. Las Encartaciones) — район (комарка) в Іспанії, що адміністративно входить до складу провінції Біская (Країна Басків).

## Адміністративний поділ
До складу комарки входять такі муніципалітети:
- Арценталес
- Бальмаседа
- Гальдамес
- Гордешола
- Гуеньєс
- Карранца
- Ланестоса
- Салья
- Сопуерта
- Трусіос